# Carátula (revista)
Revista Carátula es una publicación literaria y digital con base en Centroamérica, fundada por el escritor nicaragüense Sergio Ramírez, Premio Cervantes 2017

## Historia
Con base en Centroamérica, fue fundada en 2004 por el escritor nicaragüense Sergio Ramírez, y en sus primeras cien ediciones han aparecido textos, entrevistas y críticas inéditas o reconocidas de autores como Gabriel García Márquez, Horacio Castellanos Moya, Arthur Miller, Gioconda Belli, Eduardo Halfón, Mario Vargas Llosa, Edmundo Paz Soldán, Juan Villoro, Ernesto Cardenal, Claribel Alegría, Nancy Morejón, Santiago Roncagliolo, Daysi Zamora, Francisco Umbral, Pilar del Río, Ryszard Kapuscinski, José Saramago, Ida Vitale, Carlos Fuentes y Yevgueni Yevstushenko, entre muchos otros autores. 
Desde el 2012 convoca el Premio Centroamericano Carátula de Cuento Breve, dirigido a escritores y escritoras menores de 35 años, y de este modo reconocer el trabajo literario de la generación emergente en el istmo.

## Secciones
- No Ficción: Perfiles, crónicas, ensayos personales
- Creación: Poesía y narrativa
- Crítica: Sección de crítica de arte, libros, música y académica
- Vitrina: Sección de textos misceláneos que exploran el panorama de la literatura contemporánea actual
- Dossier: Ensayos, críticas y creaciones dedicadas al tema de la portada